# Zingiber nazrinii
Zingiber nazrinii là một loài thực vật có hoa trong họ Gừng. Loài này được Chong Keat Lim và Kalu Meekiong miêu tả khoa học đầu tiên năm 2014.

## Từ nguyên
Tính từ định danh nazrinii là để vinh danh Nazrin Muizzuddin Shah, sultan bang Perak từ năm 2014.

## Mẫu định danh
Mẫu định danh: Lim C.K. L12483; thu thập ngày 27 tháng 6 năm 2014, Ulu Dal, Khu bảo tồn rừng Bubu, bang Perak, Malaysia. Mẫu holotype lưu giữ tại Đại học Quốc gia Malaysia ở Bangi, Selangor (UKMB); mẫu isotype lưu giữ tại Vườn bảo tồn thực vật Suriana, đảo Penang.

## Phân bố
Loài này là bản địa Malaysia bán đảo, chỉ được tìm thấy trong Khu bảo tồn rừng Bubu, bang Perak, Malaysia.